# Nash Four
Der Nash Four bezeichnet eine Serie von Vierzylinder-Automobilen, die die Nash Motors Company in Kenosha von 1921 bis 1924 fertigte. Im ersten Jahr wurden die Fahrzeuge unter dem Namen Nash 40 als preisgünstige Alternative zum Nash 680 verkauft.
Sein Fahrgestell hatte einen Radstand von 112 Zoll (2845 mm). Der obengesteuerte Vierzylinder-Blockmotor war vom Sechszylinder des 680 abgeleitet und kam mit 2719 cm³ Hubraum (Bohrung × Hub = 82,6 mm × 127 mm) und einer Leistung von 35 bhp (26 kW) bei 2200/min. auf den Markt. Über eine Einscheiben-Trockenkupplung wurde die Motorkraft an ein Dreiganggetriebe (mit Mittelschaltung) und dann an die Hinterräder weitergeleitet. Die mechanischen Außenbandbremsen wirkten auf die Hinterräder. Bereits ab 14. Februar 1921 erfolgte eine Hubraumvergrößerung auf 3299 cm³, die Leistung stieg auf 36,75 bhp (27 kW). Auf die Preise hatte dies keinen Einfluss.
1922 erhielt mit dem Nash Four erstmals ein Serienwagen eine Gummi-Motorlagerung. Ähnlich wie bei Willys-Overland war man auch bei Nash zum Schluss gekommen, dass der Markt für geschlossene Fahrzeuge große Wachstumschancen bot, wenn es gelang, die Preise zu drücken. Sie lagen bis dahin zwischen 50 und 100 % höher als die von vergleichbaren offenen Personenwagen. Deshalb brachte Nash ebenfalls 1922 in der Serie 40 einen „Carriole“ genannten 2-türigen Sedan auf den Markt, der mit $1,350 preislich exakt zwischen Roadster ($1,025) und Coupé ($1,645) lag. 
In den Folgejahren wurde der Nash Four ohne technische Veränderungen weitergebaut. Lediglich einige Spezialaufbauten kamen dazu. 1924 wurde erstmals in einem Serienwagen eine elektrische Uhr als Zubehör angeboten. Das Modell wurde zum Ende dieses Modelljahres eingestellt. Seine Rolle übernahm ab 1926 der Ajax Six respektive dessen Nachfolger, der Nash Special Six.

## Modellübersicht Nash Serie 40, 1921–1922
| Bauzeit   | Type | Karosserie        | Plätze | Preis US$ |
| --------- | ---- | ----------------- | ------ | --------- |
| 1921–1924 | 41   | Touring 4-türig   | 5      | 1045      |
| 1921–1924 | 42   | Roadster          | 2      | 1025      |
| 1921–1922 | 43   | Coupé             | 3      | 1645      |
| 1921–1922 | 44   | Sedan 4-türig     | 5      | 1835      |
| 1921–1922 | 45   | Cabriolet 2-türig | 2      | 1245      |
| 1922–1924 | 46   | Carriole 2-türig  | 5      | 1350      |

## Modellübersicht Nash Serie 40, 1923–1924
| Bauzeit   | Type | Karosserie            | Plätze | Preis US$ |
| --------- | ---- | --------------------- | ------ | --------- |
| 1921–1924 | 41   | Touring 4-türig       | 5      | 995       |
| 1921–1924 | 42   | Roadster              | 2      | 1025      |
| 1922–1924 | 46   | Carriole 2-türig      | 5      | 1275      |
| 1923–1924 | 47   | Sedan 4-türig         | 5      | 1445      |
| 1923–1924 | 48   | Sport Touring 4-türig | 5      | 1195      |
| 1924      | 49   | Coupé                 | 2      | 1165      |

Der Preis für den Sport Touring wurde 1924 auf 1.145 US$ reduziert.